# Berry (Alabama)
Berry è un comune degli Stati Uniti d'America situato nella contea di Fayette dello Stato dell'Alabama.